# カザフスタン関係記事の一覧
カザフスタン関係記事の一覧（カザフスタンかんけいきじのいちらん）
カザフスタンに関係する記事を一覧する。
- カザフスタン出身の人物については中央アジア出身者の一覧を参照。

## あ行
- アイラン - 乳飲料。中央アジアで愛飲されている飲料のひとつである
- アジア
- アスタナ
- アスタナ・プロチーム
- アスタナ＝メレイ国際音楽コンクール
- アセナ - テュルク神話に登場する狼。現在、発祥であるトルコだけでなくテュルク系民族全体に語り継がれている
- アゼルバイジャン - 西アジア・コーカサス地方にある国の一つで、民族的な関わりを持つ
- アラコル湖（英語版）
- アラサン・カパル（カザフ語版、ロシア語版） - 同国に在る村の一つ。この村は古くから歴史的な療養地として知られている
- アラシュ自治国
- アラル海
- アリアンスペース
- アルイスタン - 同国の特殊部隊の一.
- アルタイ山脈
- アルマトイ
- アルマトイ経営大学（英語版）
- アルラン - 同国の特殊部隊の一.
- イスラム世界
- ウスチュルト自然保護区（カザフ語版、英語版） - ウズベキスタンとトルクメニスタンの国境近くに存在する自然保護区。別名はウスチュルト国立生物圏保護区
- ウスチュルト台地 - 同国とウズベキスタンの2ヶ所に存在する台地
- ウズベキスタン - 隣国の一．
- ウラル山脈
- エキバストス第二発電所 - 世界一高い煙突がある発電所
- エフタル - 中央アジアにかつて存在した遊牧国家
- 欧州サッカー連盟

## か行
- カザフ国立大学（カザフ語版、ロシア語版、英語版） - 正式名はアル・ファラビ = カザフ国立大学 (略語表記：ҚазҰУ)
- カザフゲート事件（ロシア語版、英語版） - かつて同国で発生した汚職事件。カザフスタン初代大統領ヌルスルタン・ナザルバエフの顧問を務めていた米国人実業家のジェームズ・ギフェン（英語版）によって引き起こされたもので、海外における政治スキャンダルを巡る騒動としては規模が広いことでも知られている。
- カザフスタニア
- カザフスタン (ホテル)（英語版）
- カザフスタン宇宙局
- カザフスタン議会
- カザフスタン共和国安全保障会議
- カザフスタン共和国軍
  - カザフスタン共和国親衛隊
  - カザフスタン空中機動軍
  - カザフスタン国内軍
  - カザフスタン平和維持大隊
- カザフスタン共和国生態地質資源省（ロシア語版、英語版）
- カザフスタン共和国天然資源・環境保護省（カザフ語版） - かつて存在していた同国の政府機関。1999年から2002年にかけて存在していた
- カザフスタン国家自然保護区域（カザフ語版）
- カザフスタン柔道連盟（英語版）
- カザフスタンにおける汚職（ロシア語版）
- カザフスタンにおける飢饉 (1932年-1933年)（カザフ語版、英語版）
- カザフスタンにおける特別保護地域 （カザフ語版）
- カザフスタンの環境問題
- カザフスタンの国旗
- カザフスタンの国章
- カザフスタンの日本語教育
- カザフスタンの保護地域の一覧（カザフ語版、英語版）
- カザフスタンの水資源（ロシア語版、カザフ語版）
- カザフスタン・ホッケー選手権（英語版）
- カザフステップ
- カザフ自治ソビエト社会主義共和国
- カザフスタン国家保安委員会
  - カザフスタン国家保安委員会国境庁
- カザフスタン内務省
- カザフ・ソビエト社会主義共和国
- カザフ・ハン国
- カスピ海
- カズムナイガス - 同国の国有企業。カザフスタン国営石油会社とも記されることがある
- カパル (アルマトイ州)（カザフ語版、ロシア語版） - アルマトイ州に位置する村で、行政中心地として機能している
- カパル農村地区（ロシア語版） - アルマトイ州の農村地区の一つ
- カパル・アラサン（カザフ語版、ロシア語版） - 療養所の一つ。同国で最も古いリゾート施設としても知られており、1886年に開業された
- キプチャク
- キプチャク草原
- キリル文字 - 歴史的な文字。現在、カザフスタンにおいて主要とされている文字であるが、2031年までにはラテン文字への完全転換が図られる予定となっており、その時期が訪れるまでの仮の文字表記として扱われている
  - キリル文字化
  - キリル文字一覧
- キルギス - 隣国の一．
- クルディスタン
- コクサライ・ダム

## さ行
- ザイサン湖
- サカ
- サバエフ大学（英語版）
- サルイイシコトラウ砂漠 - 南東部にある砂漠。別名サリエシク・アティラウ砂漠
- シェルカラ（カザフ語版、ロシア語版、英語版） - マンギスタウ州にある山。
- 集団安全保障条約 - 軍事同盟の一つ。略称はCSTO
- ジョチ・ウルス
- シルクロード
- 新疆ウイグル自治区
- スィマル・オープン（英語版） - 同国で毎年開催されるゴルフチャンピオンシップ（ゴルフ選手権）
- スンカル - 同国の特殊部隊の一.
- 石油
- セメイ - 同国の都市の一.
- ソグド人
- ソビエト連邦 - 前身のカザフ・ソビエト社会主義共和国はこの連邦国家の構成共和国であった。
  - ソビエト連邦の歴史
  - ソビエト連邦の崩壊

## た行
- 第261独立特殊任務支隊 (カザフスタン空中機動軍)
- タラス河畔の戦い
- タムガルの考古的景観にある岩絵群
- タルガル峰（カザフ語版、英語版） - イリ・アラタウ山脈の山頂付近に位置する峰
- チェーカー
- 中央アジア
  - ソビエト中央アジア（英語版）
- 「中央アジア+日本」対話
- 中央アジア協力機構（OCAC）
- 中央アジア競技大会
- 中央アジア競技連盟
- 中央アジアの映画（英語版）
- 中央アジアのスポーツ（英語版）
- 中央アジアの農業（英語版）
- 中央アジアの美術
- 中央アジアの歴史
- 中央アジア非核兵器地帯条約
- 中央アジア連合
- 中華人民共和国 - 隣国の一つで、同国の南東に位置している
- チューリップ
- 鉄勒
- テュルク
- テュルク系民族
- テュルク諸語
- テュルクビジョン・ソング・コンテスト
  - テュルクビジョン・ソング・コンテスト2013
- テュルク評議会
- テンギズ湖（英語版）
- テンゲ - 通貨単位。補助通貨はティインで、1テンゲ = 100ティイン
- 独立国家共同体
- トルキスタン
- トルクメニスタン - 隣国の一.
- トルコ - 西アジアに在る国の一つで、経済ならび民族的な関わりを持つ

## な行
- ナザルバエフ大学

## は行
- バイテレク
- バイコヌール宇宙基地
- ハザール
- バルハシ湖
- 汎テュルク主義
- ハンマーム - 伝統的な公衆浴場
- 東トルキスタン
  - 東トルキスタン共和国
- 標準時
- ブルキート - 同国の特殊部隊の一.
- ベシバルマック　- 同国の料理の一つ
- ボラット 栄光ナル国家カザフスタンのためのアメリカ文化学習

## ま行
- マーズ・エクスプレス
- マー・ワラー・アンナフル
- マッサゲタイ
- マルカコル湖
- ムスリム
- メデオ (アバイ地区)（カザフ語版）
- メデオ (スポーツ施設)（カザフ語版、ロシア語版、英語版） - アルマトイに在るスケートリンクで世界最大の規模を誇る。メデオ・スケートリンクならびメデウ・スケートリンクの名で呼ばれる
- メデオダム（カザフ語版、英語版）
- メデオ地区（ロシア語版）

## や行
- 遊牧民
  - 遊牧国家
- ユーラシア関税同盟
- ユーラシア経済共同体
- ユーラシア経済連合
- ユーラシア・ステップ
- ユーラシア連合

## ら行
- ラテン文字 - 2025年以降に同国の主要文字として利用される予定となっている
  - ラテン文字化
  - ラテン文字一覧
- ルブ・エル・ヒズブ - 歴史・文化的に重要視されている記号である
- ロシア
  - ロシア語

## わ行
- ワルシャワ条約機構 - 前身であるカザフ・ソビエト社会主義共和国(ソ連)が加盟していた
  - ワルシャワ条約 (1955年)

## 英数字
- .kz（国別コードトップレベルドメイン）
- AFCカイラト
- FCアルマトイ （カザフ語版）
- FCカイラト
- HCアルマトイ（カザフ語版、英語版）
- GPU(国家政治保安部)
- NKVD (内務人民委員部)
- KGB (ソ連国家保安委員会)
- NIS諸国
- 2012年バンディ世界選手権（英語版） - この大会はアルマトイで開催されたものである